# Liza Johnson
Liza Johnson (Portsmouth, Ohio, 13 de diciembre de 1970) es una directora, guionista y productora de cine estadounidense, reconocida principalmente por dirigir la película de 2016 Elvis & Nixon.

## Biografía
Johnson nació en Portsmouth, Ohio, en 1970. Estudió en el Williams College en Williamstown, Massachusetts, obteniendo un grado en artes visuales en 1992. Más adelante obtuvo una maestría en bellas artes en la Universidad de California en San Diego.
Sus producciones cinematográficas han sido exhibidas en Berlín, Róterdam y muchos otros festivales de cine. Ha dirigido varios cortometrajes y, hasta la fecha, cuatro largometrajes: Fernweh – The Opposite of Homesick (2000), Return (2011), Hateship, Loveship (2013) y Elvis & Nixon (2016).

## Filmografía

### Largometrajes
| Año  | Título                                       | Notas |
| ---- | -------------------------------------------- | ----- |
| 2000 | Fernweh – The Opposite of Homesick           |       |
| 2011 | Return                                       |       |
| 2013 | Hateship, Loveship                           |       |
| 2016 | Elvis & Nixon                                |       |
| 2024 | Saving Bikini Bottom: The Sandy Cheeks Movie |       |

### Cortometrajes
| Año  | Título                      | Notas      |
| ---- | --------------------------- | ---------- |
| 1998 | Giftwrap                    |            |
| 2004 | Falling                     |            |
| 2005 | Desert Motel                |            |
| 2006 | South of Ten                | Documental |
| 2009 | In the Air                  |            |
| 2012 | Karrabing! Low Tide Turning |            |

### Televisión
| Año  | Título                         | Notas                                   |
| ---- | ------------------------------ | --------------------------------------- |
| 2015 | Good Girls Revolt              | Episodio: "Pilot"                       |
| 2017 | Feud                           | Episodio: "More, or Less"               |
| 2017 | American Horror Story          | Episodio: "Don't Be Afraid of the Dark" |
| 2018 | American Woman                 | Episodio: "The Heat Wave"               |
| 2019 | A Series of Unfortunate Events | 2 episodios                             |
| 2019 | Barry                          |                                         |